# Smith & Wesson SD
Smith & Wesson SD, також відомий як Sigma, став першою спробою Smith & Wesson використання синтетичних матеріалів при створенні пістолета. В рамі пістолета використано надміцні полімерні матеріали. пістолет схожий на Glock, як за конструкцією так і за дією, що призводить до певних суперечок і спекуляцій щодо законності патентів на пістолет.

## Опис
Створений в 1994, пістолет Sigma має ударниковий УСМ з напівзведенням. Він створений під набої .40 S&W та 9×19 мм Парабелум, пістолет став одним з перших пістолетів створених під набій .40 S&W. Крім того були розроблені схожі за конструкцією компактні пістолети під набої .380 ACP та 9×19 мм. Невелика партія пістолетів була випущена під набій .357 SIG.

## Проблеми з патентними правами
Пістолети серії Sigma були схожі на пістолети Glock, тому компанія Glock подала до суду на компанію Smith & Wesson за порушення патентних прав. Справа була врегульована поза судом в 1997 році, і S&W погодилася внести зміни до конструкції Sigma та сплатити нерозкриту суму компанії Glock..

## Колишні користувачі
- Департамент поліції Ніагар-Фоллс (Нью-Йорк)[3]
- Дорожня поліція Теннессі
- Поліція Західної Австралії[4]
- Національна армія Афганістану, прикордонники та поліція (22000+ пістолети)[5]

В 1994 S&W представили перші пістолети Sigma, SW40F та SW9F під набої .40 S&W та 9×19 мм Парабелум відповідно. Обидва були повнорозмірними моделями, позначеними літерами F. Обидва мали чорну полімерну раму та темно-воронений затвор.  Обидва мали дворядні магазини на 15 та 17 набоїв відповідно. Пістолет було розроблено, щоб конкурувати з пістолетом Glock 17. Він мав руків'я з таким самим кутом нахилу, як і Colt 1911A1 та коштувала трохи менше за Glock 17.
Незабаром S&W представили пару невеликих пістолетів для прихованого носіння, SW380M та SW9M, під набої .380 ACP та 9 мм Luger відповідно. Обидва мали чорну полімерну рамку та воронений затвор. Обидва мали невеликі приціли. Обидва мали однрядні магазини та мали великий виріз під палець для полегшення витягування магазина. SW9M мав магазин на сім набоїв. Менший за розмірами SW380M мав магазин на шість набоїв.
Наступна партія моделей Sigma отримала обмеження на 10 набоїв через Федеральну заборону штурмової зброї 1994 року. Smith & Wesson значно скинули ціну та замінили колір полімерної рамки на світло-сірий. Ці моделі отримали позначення SW40V та SW9V, де V відповідала слову Value. Пізніше, моделі V були представлені з чорною полімерною рамою та затвором з неіржавної сталі.
В той самий час Smith & Wesson представили пістолети SW40C та SW9C. Ця версія Sigma отримала чорну полімерну рамку та чорний затвор від оригінальних SW40F та SW9F. Ці моделі мали УСМ подвійної дії. Ці моделі загалом призначалися для департаментів поліції, особливо для тих які переходили з револьверів на самозарядні пістолети. Зведення курка було довгим та важким, як у револьверів подвійної дії, що дозволяло зменшити імовірність випадкового пострілу. Ця модель виключно поставлялася в поліцію. Ці моделі мали магазини стандартного об'єму, навіть через те що тоді існувало обмеження на магазини на 10 набоїв. Це відбувалося тому, що поліцейські департаменти були звільнені від обмеження в 10 набоїв, а після закінчення строку служби, департаменту могли продавати пістолети та стандартні магазини на вторинному ринку.
В 1999 році Smith & Wesson представив серію VE. Ці моделі були представлені як "покращені" та мали покращене руків'я, покращений УСМ та збільшене вікно викиду гільз. Ця модель отримала чорний колір матової полімерної рамки з затвором з неіржавної сталі або чорного мелоніту. В 1999 році також було представлено прототип SW40Ti, з унікальним титановим затвором. Серійно SW40Ti ніколи не випускався.
В цей же час Smith & Wesson прибрали ствол довжиною 4,5 дюйми та почали випуск пістолетів Sigma зі стволом довжиною 4,0 дюйми.  Пістолети Sigma цього часу називають Sigma "другого покоління".  Невдовзі після появи серії VE, Smith & Wesson покращили її додавши направляючу для додаткових приладів, але не змінили номер моделі, щоб відобразити оновлення.
Невдовзі після 1999 року Smith & Wesson представили SW40P та SW9P. Ці моделі були ідентичними до SW40VE та SW9VE, але мали віконця на стволі та затворі, які призначалися для відведення газів вгору для зменшення підкидання стволу та зменшення відбою.
В 2004 році Smith & Wesson представили SW40GVE та SW9GVE.  Ці моделі мали зелену полімерну рамку.
В 2011 році Smith & Wesson переробили конструкцію пістолета Sigma, прибравши назву Sigma, та представили пістолет серії SD. Пістолет мав перероблений УСМ та також мали "нічну" мушку. Магазини пістолетів серій Sigma та SD мали взаємозамінні магазини, хоча основи дещо різні. Цей пістолет мав ціну і продавався в ряду між пістолетами серій Sigma VE та Smith & Wesson M&P.